# Joe Simon
Joseph Herbert Simon (Rochester, 10 de octubre de 1913 - Nueva York, 14 de diciembre de 2011) fue un historietista estadounidense, escritor, artista y editor, quien creó y cocreó muchos personajes importantes de la edad de oro de las historietas en la década de 1930 y 1940, Fue el primer editor de Timely Comics, la compañía que se convertiría en Marvel Comics. Algunos de sus pseudónimos han sido Gregory Sykes y Jon Henery.
Con su colega, el artista Jack Kirby, cocreó al Capitán América, uno de los superhéroes más duraderos en las historietas, ambos trabajaron extensivamente en DC Comics con títulos como el The Sandman de la década de 1940 y Sandy the Golden Boy, y cocrearon la Newsboy Legion, los Boy Commandos, y Manhunter. Las creaciones de Simon y Kirby para otras casas editoriales incluyen a Fighting American y The Fly. A finales de la década de 1940, él y Kirby crearon el género de las historietas de romance, y fueron de los primeros pioneros de la historieta de terror.
Simon murió en Nueva York, Estados Unidos, el 14 de diciembre de 2011, después de una breve enfermedad.

## Primeros años
Joe Simon nació en 1913 con el nombre Hymie Simon, creció en Rochester, Nueva York, Estados Unidos. Es hijo de Harry Simon, quien emigró de Leeds, Inglaterra en 1905, y Rose (Kurland), a quien Harry conoció en los Estados Unidos. Harry Simon se mudó a Rochester, entonces un centro de manufactura textil, donde vivía Isaac, su hermano menor, y la pareja tuvo una hija, Beatrice, en 1912. Los Simon eran una familia judía pobre, vivían en «en un departamento en el primer piso [de un edificio], que era al mismo tiempo el taller de sastre de mi padre». Simon asistió al bachillerato en la Benjamin Franklin High School, donde fue director del periódico escolar y del anuario. Obtuvo su primer pago como artista profesional cuando dos universidades le pagaron, cada una, diez dólares por los derechos de publicación de las páginas elaboradas en témpera con estilo art déco que había hecho para la sección de anuario.

## Carrera

### Inicios
Después de graduarse en 1932, Simon fue contratado como asistente por Adolph Edler, el director de arte del periódico Rochester Journal-American, reemplazando a quien en un futuro sería colega de Simon, Al Liederman, que había renunciado a ese puesto. A la par de sus obligaciones de producción, Simon hizo esporádicamente caricaturas humorísticas de temas deportivos y editoriales para el periódico. Dos años después, Simon tomó un trabajo de arte en el periódico Syracuse Herald de Syracuse, Nueva York, Estados Unidos, por 45 dólares a la semana, en el que también elaboraba caricaturas humorísticas de temas deportivos y editoriales. Poco después, por un pago de 60 dólares a la semana, fue el sucesor de Liederman como director de arte de un periódico cuyo nombre Simon recuerda como Syracuse Journal American, aunque el Syracuse Journal y el Syracuse Sunday American eran periódicos distintos, el primero diario y el segundo dominical. El periódico cerró al poco tiempo y Simon, de veintitrés años de edad, se mudó a a la ciudad de Nueva York.
En Nueva York, Simon se instaló en un cuarto en la pensión Haddon Hall, en el vecindario de Morningside Heights en Manhattan, cerca de la Universidad de Columbia. Por sugerencia del director de arte del periódico New York Journal American, buscó y encontró trabajo en la productora de cine Paramount Pictures, trabajando en un piso sobre el Paramount Theatre en Broadway, retocando fotografías publicitarias de la productora. Encontró trabajo independiente en la editorial Macfadden Publications, haciendo ilustraciones para True Story y otras revistas. Algún tiempo después, su jefe, el director de arte Harlan Crandall, recomendó a Simon con Lloyd Jacquet, líder de Funnies, Inc., una de las «empaquetadoras» de historietas, que proporcionaba contenido bajo pedido a editores que estaban probando suerte en este medio, que entonces era una novedad. Ese día, recibió su primera asignación de trabajo en historietas, una historia wéstern de siete páginas.
Cuatro días después, Jacquet le pidió a Simon, a instancias de Martin Goodman, editor de Timely Comics, que creara un superhéroe con poderes de fuego, similar al exitoso personaje Antorcha Humana de Timely. Esta petición fue el origen del primer superhéroe de historietas creado por Simon, «Fiery Mask». Simon usó el pseudónimo «Gregory Sykes» en al menos una historia durante esta época, King of the Jungle, protagonizada por el personaje Trojak The Tiger Man, en el título Timely's Daring Mystery Comics #2 (febrero de 1940).

### Simon y Kirby
Durante este periodo, Simon conoció Jack Kirby, artista de historietas de Fox Feature Syndicate, con quien tendría una duradera colaboración de una década y media. En la Convención Internacional de Cómics de San Diego de 1998, Simon recordó cómo conoció a Kirby:
[Yo ] tenía [puesto] un traje y Jack pensaba que eso era de verdad agradable. Él nunca había visto antes a un artista de historietas [vestido] con un traje. La razón por la que llevaba un traje es que mi padre era un sastre. ¡El padre de Jack también era un sastre, pero él confeccionaba pantalones! De cualquier modo, estaba haciendo trabajo independiente y tenía una pequeña oficina en Nueva York a unas diez calles de las oficinas de DC [Comics] y Fox [Feature Syndicate] y estaba trabajando en Blue Bolt para Funnies, Inc. Así que, por supuesto, me encantaba el trabajo de Jack y la primera vez que lo vi no podía creer lo que estaba mirando. Me preguntó si podríamos hacer trabajo independiente juntos. Eso me alegró mucho y lo llevé a mi pequeña oficina. Trabajamos [juntos] a partir del segundo número de Blue Bolt [...]
Simon y Kirby continuaron trabajando en equipo a lo largo de las siguientes dos décadas. A inicios de la década del 2000, fue encontrado arte original de una colaboración sin publicar de cinco páginas de Simon y Kirby llamada Daring Disc, que podría ser de mayor antigüedad que Blue Bolt. Simon publicó esta historia en la versión actualizada de 2003 de su autobiografía The Comic Book Makers.
Simon dejó Fox y en 1939 obtuvo un trabajo como el primer editor en Timely Comics, una editora de revistas pulp propiedad de Martin Goodman que más tarde se convertiría en Marvel Comics. El equipo de Simon y Kirby creó al superhéroe patriota de los Estados Unidos, Capitán América. Captain America Comics #1 (mazo de 1941) fue puesto a la venta en diciembre de 1940, un año antes de que Estados Unidos participara en la Segunda Guerra Mundial, pero que ya mostraba en su portada a Capitán América golpeando a Adolf Hitler en el rostro; este número vendió cerca de un millón de copias. Simon y Kirby permanecieron en este exitoso título hasta el número 10, estableciéndose como una notable fuerza creativa en el medio de las historietas. Después de que se publicó el primer número de Captain America Comics, Simon le pidió a Kirby que se uniera Timely como director de arte.
A pesar del éxito de Capitán América, Simon sentía que Goodman no les estaba pagando, a él y a Kirby, el porcentaje de las ganancias acordado y buscó trabajo en la editorial National Comics, que después se convertiría en DC Comics. Simon y Kirby negociaron un trato en el que se les pagaría en conjunto 500 dólares semanales, a diferencia de los 75 dólares y 85 dólares que les estaban pagando, respectivamente, en Timely. Temerosos de que Goodman no les pagaría si se daba cuenta que estaban por cambiarse a National, ambos mantuvieron este trato en secreto mientras continuaban produciendo trabajo para esta editorial. En algún punto durante este periodo, los dos realizaron Captain Marvel Adventures #1 (1941) para Fawcett Comics, el primer título completamente dedicado a Captain Marvel, siguiendo el éxito que había tenido como el personaje principal de la antología de superhéroes Whiz Comics.
Kirby y Simon pasaron sus primeras semanas en National tratando de crear nuevos personajes mientras que la editorial deliberaba acerca de la mejor manera de emplearlos. Después de unos pocos proyectos fallidos como escritores y dibujantes fantasmas, Jack Liebowitz de National les pidió que «simplemente hicieran lo que quisieran». El dúo entonces renovó a Sandman, un personaje de Adventure Comics, y crearon al superhéroe Manhunter. En julio de 1942 comenzaron las historias de los personajes Boy Commandos, una «pandilla de niños» que más tarde ese mismo año tuvo su propio título, el primero de ellos para National y que logró ventas de más de un millón de copias mensuales, colocándolo como el tercer título más vendido de la editorial. También alcanzaron el éxito con las historias de Newsboy Legion, un grupo de niños vendedores de periódicos, publicadas en Star-Spangled Comics. En 2010, el escritor y ejecutivo de DC Comics, Paul Levitz mencionó que «de manera similar a [los creadores de Superman] Jerry Siegel y Joe Shuster, el equipo creativo de Joe Simon y Jack Kirby era un sello de calidad y de historial probado».
Harry Mendryk, restaurador de arte en las colecciones de Titan Books sobre Simon y Kirby, cree que Simon usó el pseudónimo «Glaven» en al menos dos portadas durante este periodo, en Speed Comics #22 y Champ Comics #22 (ambos de septiembre de 1942), de la editorial Harvey Comics, lo cual también es expresado por Keith Chandler, curador de Grand Comics Database. Mendryk también cree que tanto Kirby como Simon usaron el pseudónimo «Jon Henri» en algunas otras historietas para Harvey en 1942, una conjetura que también presenta el sitio Who's Who in American Comic Books 1929–1999.

### La Segunda Guerra Mundial
Simon se unió a la Guardia Costera de Estados Unidos durante la Segunda Guerra Mundial. Simon dijo en su autobiografía de 1990 que su primer asignación fue en la patrulla de playa montada en Long Beach Island, Nueva Jersey, Estados Unidos, donde permaneció por un año antes de ser enviado un campo de entrenamiento cercano a Baltimore, Maryland, Estados Unidos, para recibir entrenamiento básico. Después, se unió a los Combat Art Corps in Washington, D. C., Estados Unidos, donde estuvo acuartelado durante 1944; allí conoció a Milt Gross, columnista deportivo del periódico New York Post y ambos se convirtieron en compañeros de cuarto.
En concordancia con la misión de la Guardia Costera de difundir sus actividades, Simon creó la historieta True Comics, con historias auténticas de esta división de las fuerzas armadas y que DC Comics accedió a publicar. A esta historieta le siguieron versiones en formato de tira de prensa en la revista Parents y secciones dominicales de diversos periódicos. Lo anterior resultó en que se le asignara a Simon la tarea de crear una historieta dirigida a fortalecer los esfuerzos de reclutamiento de la Guardia Costera. Simon produjo Adventure Is My Career, con Gross colaborando como escritor, distribuida por Street and Smith Publications y vendida en puestos de periódicos.
Después de darse de baja de las fuerzas armadas, Simón regresó a Nueva York y se casó con Harriet Feldman, la secretaria de Al Harvey, de Harvey Comics. Los Simon, junto a Kirby y la esposa y primer hijo de este, se mudaron a casas ubicadas frente a frente en Mineola, Nueva York, Estados Unidos, donde Simon y Kirby trabajaban en sus respectivos estudios caseros.

### Crestwood,Black Magice historietas románticas
Mientras que la popularidad de las historietas de superhéroes se reducía después de la Segunda Guerra Mundial, Simon y Kirby comenzaron a producir diversas historias de muchos géneros. En sociedad con Crestwood Publications, crearon el sello editorial Prize Group, a través del cual publicaron el título Boys' Ranch y lanzaron una de las primeras historietas de terror, la atmosférica y no sangrienta Black Magic. Ambos produjeron historietas humorísticas y policiacas, se les acredita la publicación de la primera historieta romántica, Young Romance, iniciando así una tendencia exitosa en la industria de las historietas.
Por insistencia de un vendedor de Crestwood, Kirby y Simon lanzaron su propia compañía de historietas, Mainline Publications, a finales de 1953 o inicios de 1954 y subarrendaron un espacio de oficina en 1860 Broadway, en la ciudad de Nueva York, Estados Unidos, a Al Harvey, su amigo mutuo en Harvey Publications. 
Mainline publicaba cuatro títulos: la historieta wéstern Bullseye: Western Scout; la historieta bélica Foxhole, motivada por el éxito que tenían las editoriales EC Comics y Atlas Comics con historietas bélicas y que, para distinguirse, Simon y Kirby promovían sus títulos como escritos por auténticos veteranos; In Love, motivada porque Young Love, la historieta romántica en la que habían trabajado ambos seguía siendo imitada con frecuencia; y la historieta policiaca Police Trap, que afirmaba basarse en relatos verdaderos de agentes del orden. Resentidos de que Atlas Comics, como ahora se conocía a Timely Comics, hubiera relanzado un nuevo título de Capitán América en 1954, Kirby y Simon crearon Fighting American; Simon recordó: «[Kirby y yo] pensamos que les mostraríamos cómo hacer a Capitán América». Esta historieta mostraba inicialmente al protagonista como un héroe dramático anticomunista, pero Simon y Kirby transformaron a este título en una sátira del género de superhéroes a partir del segundo número, después de que ocurrieran las audiencias Army-McCarthy y se diera el rechazo generalizado hacia Joseph McCarthy, un senador de Estados Unidos famoso por acusar frecuentemente a otros de ser agentes comunistas de la Unión Soviética.
La asociación de Simon y Kirby se desintegró en 1955, en un periodo de la industria de la historieta caracterizado por la auto censura, publicidad negativa y caída en las ventas. Kirby recordó en 1971 que Simon «quería hacer otras cosas y yo permanecí en las historietas. [...] Estaba bien. No había razón para continuar la asociación y nos separamos como amigos». Simon se volcó principalmente al arte publicitario y comercial, trabajando ocasionalmente en historietas. El equipo de Simon y Kirby se reunió brevemente en 1959; Simon escribió y participó con arte para la editorial Archie Comics, donde el dúo actualizó al superhéroe Shield en dos números del título The Double Life of Private Strong (junio-agosto de 1959) y Simon creó al superhéroe The Fly. Ambos colaboraron en los dos primeros números del título The Adventures of the Fly (agosto-septiembre de 1959) y Simon, junto con otros artistas entre los que se encontraban Al Williamson, Jack Davis y Carl Burgos, realizaron cuatro número antes de que Simon dejara este trabajo y se dedicara al arte comercial.

### La edad de plata de las historietas y años posteriores
A lo largo de la década de 1960, Simon produjo historietas promocionales para la agencia publicitaria Burstein and Newman y fue director de arte para Burstein, Phillips and Newman de 1964 a 1967. Al mismo tiempo, en 1960, fundó la revista satírica Sick, competidora de la revista Mad. Simon fue editor y produjo material para Sick por más de una década.
Durante este periodo, conocido como la edad de plata de las historietas, Simon y Kirby se reunieron una vez más para trabajar para Harvey Comics en 1966, renovando a Fighting American en un único número (octubre de 1966). Simon, fungiendo como dueño, empacador y editor, también ayudó a lanzar la línea de superhéroes originales de Harvey con Unearthly Spectaculars #1–3 (octubre de 1965-marzo de 1967) y Double-Dare Adventures #1–2 (diciembre de 1966-marzo de 1967); este último título introdujo al influyente escritor y artista Jim Steranko al medio de las historietas.
En 1968, Simon creó el título Brother Power, the Geek para DC Comics, que trataba sobre un maniquí que cobra vida y filosofa sobre la subcultura hippie de la década de 1960; Al Bare contribuyó parte del arte. Mort Weisinger, editor de Superman que había admitido su desagrado hacia la subcultura hippie, sintió que Simon la mostraba con demasiada simpatía, lo cual contribuyó a que este título tuviera sólo dos números.
También para DC, Simon y el artista Jerry Grandenetti crearon Prez (septiembre de 1973-marzo de 1974), un título sobre el primer presidente adolescente de Estados Unidos que duró cuatro números, y Champion Sports (noviembre de 1973-marzo de 1974), una historieta deportiva que duró tres números. En 1974, Simon regresó al género de historieta romántica como editor de los títulos Young Romance y Young Love, además se dedicó a supervisar la serie de reimpresiones del título Black Magic.
Simon y Kirby trabajaron en equipo por última vez ese año; Simon escribió el primer número (invierno de 1974) de una miniserie de seis números de la nueva encarnación de Sandman.
Simon y Grandenetti posteriormente crearon al Equipo Verde en la antología de DC Comics 1st Issue Special #2 (mayo de 1975) así como a los Outsiders en 1st Issue Special #10 (enero de 1976).

### SigloXXI
En la década de los 2000, Simon se dedicó a pintar y promover reproducciones de sus primeras portadas de historieta. Apareció en varios medios de noticias en 2007, reaccionando al anuncio de la «muerte» de Capitán América en el título Captain America vol. 5, #25 (marzo de 2007), expresando que: «es un momento terrible para que nos deje. De verdad lo necesitamos ahora mismo».
Art Simon proporcionó arte prototipo para ShieldMaster, una creación de su hijo Jim Simon. En 2011 se publicó una novela gráfica de ShieldMaster en Organic Comix y este personaje ha aparecido en diversas publicaciones en Francia y Estados Unidos entre 1998 y 2018.
Simon fue uno de los entrevistados en la miniserie documental Superhéroes: Una batalla interminable para la cadena de televisión pública PBS de Estados Unidos, narrado por Liev Schreiber. La participación de Simon se estrenó de manera póstuma en octubre de 2013.
Los nietos de Simon asistieron al estreno de la película Capitán América: el primer vengador en Los Ángeles, California, Estados Unidos, y fueron convocados a la alfombra roja cuando se anunció el nombre de Joe Simon como creador del personaje.
En el 2000, el escritor norteamericano Michael Chabon publicó Las asombrosas aventuras de Kavalier and Clay, una novela ganadora del premio Pulitzer que hace alusiones generales a la asociación entre Joe Simon y Jack Kirby, entre otras figuras de la edad de oro de las historietas.

## Vida personal
Simon estuvo casado con Harriet Feldman, con quien vivió en el Brown Street, Mineola, Long Island, Estados Unidos. Los Simon tuvieron dos hijos y tres hijas.
Simon murió en la ciudad de Nueva York el 14 de diciembre de 2011, a los 98 años de edad. después de una breve enfermedad.
Marvel Comics dedicó Avenging Spider-Man #5 a la memoria de Simon.

## Premios y reconocimientos
- 1998 Premio Inkpot.
- 1999 Will Eisner Hall of Fame.
- 2014 The Joe Sinnott Hall of Fame.